# 더 비스트 (영화)
《더 비스트》(프랑스어: La Bête, 영어: The Beast)는 2023년 제작된 프랑스, 캐나다의 SF 로맨틱 드라마 영화이다. 베르트랑 보넬로가 연출과 공동 각본을 맡았다. 헨리 제임스의 단편소설 〈정글의 짐승〉(The Beast in the Jungle)을 바탕으로 한다. 제80회(2023년) 베네치아 영화제 황금사자상 경쟁후보작이다.

## 출연
- 레아 세두
- 조지 매카이
- 귀스타지 말랑다
- 다샤 네크라소바
- 엘리나 뢰벤존
- 쥘리아 포르
- 그자비에 돌란
- 베르트랑 보넬로